# Diodati-vertaling
De Diodati-Bijbel (oorspronkelijke titel La Bibbia, cioè i libri del Vecchio e del Nuovo Testamento, nuovamente traslatati in lingua italiana da Giovanni Diodati di nation lucchese, ofwel De Bijbel, dat zijn de boeken van het Oude en het Nieuwe Testament, opnieuw vertaald in het Italiaans door Giovanni Diodati van de natie Lucca) is de vertaling van de Bijbel in het Italiaans bij uitstek van Italiaanse protestanten, gepubliceerd in Genève in 1607 door de balling uit Lucca Giovanni Diodati (1576-1649). De vertaling werd gemaakt op grond van de originele teksten (voor het Nieuwe Testament gebruikte hij de versie van Desiderius Erasmus), met een blik op de werken van Teofilo en Brucioli. Het werk heeft opeenvolgende herzieningen of versies ondergaan in 1641, 1712, 1744, 1819, 1821, 1917. Vanuit stilistisch oogpunt wordt de vertaling beschouwd als een van de meesterwerken van de Italiaanse taal van de zeventiende eeuw. De nieuwste versie is bewerkt door M. Ranchetti en M. Ventura-Avanzinelli, Mondadori, 1999.
Van 1907 tot 1917 was Henry James Piggott, methodistenpredikant, voorzitter van de "Diodati Commission", die toezicht hield op de herziening van de beroemde vertaling van de Bijbel (samengesteld onder andere uit de werken van Giovanni Luzzi en Enrico Bosio), op verzoek van de British and Foreign Bible Society.